# Palatingarde

Mitglied der Palatingarde in Uniform

Die Palatingarde (italienisch Guardia palatina d'onore ‚Palatinische Ehrengarde‘) war nach der Schweizergarde, der Nobelgarde und der Päpstlichen Gendarmerie die jüngste der vier päpstlichen Garden.
Das Korps wurde 1850 durch Pius IX. aus Milizverbänden des Kirchenstaates begründet und bestand auch nach dem im Sommer 1870 erfolgten Einmarsch italienischer Truppen unter König Viktor Emanuel II. in Rom weiter. Ihre übliche Bewaffnung bestand aus Gewehren und Pistolen. Im Gegensatz zur Nobelgarde und zur Päpstlichen Gendarmerie war sie nie beritten und bestand aus maximal 500 Bürgern der Stadt Rom. Sie war nach dem Palatin-Hügel in Rom benannt. Im Zweiten Weltkrieg schützte die während der deutschen Besatzung durch Hilfsgardisten verstärkte Palatingarde insbesondere die exterritorialen Besitzungen des Heiligen Stuhls. 1970 wurde die Palatingarde – gemeinsam mit der Nobelgarde – durch Papst Paul VI. aufgelöst.